# سام لان
سام لان (بالإنجليزية: Sam Lane)‏ هو لاعب اتحاد الرغبي أسترالي، ولد في 21 فبراير 1991 في بريزبان في أستراليا.

## وصلات خارجية
- سام لان على موقع ItsRugby.co.uk (الإنجليزية)